# Przemysław Wacha
Przemysław Marian Wacha (ur. 31 stycznia 1981 w Głubczycach) – polski badmintonista, dwukrotny brązowy medalista mistrzostw Europy, olimpijczyk z Aten, Pekinu, Londynu i Rio de Janeiro. Wychowanek Technika Głubczyce.

## Kariera
Wielokrotny złoty medalista Indywidualnych Mistrzostw Polski i Międzynarodowych Mistrzostw Polski w singlu. W 2006 zdobył również Mistrzostwo Polski w deblu w parze z Rafałem Hawlem.
Wielokrotny reprezentant Polski na turniejach międzynarodowych. Najlepszy polski singlista w historii.
Zajmował 12. miejsce w rankingu światowym i 3. w rankingu europejskim (stan na 17.07.2008).
Swój największy międzynarodowy sukces osiągnął w 2007 roku na prestiżowym turnieju Super Serii China Masters, gdzie dotarł do półfinału, po drodze pokonując znacznie wyżej notowanych od siebie przeciwników, ostatecznie przegrywając w trzech setach z reprezentantem Malezji, Wong Choong Hann.
W Holandii tego samego roku udało mu się dotrzeć do finału Dutch Open.
Występował w 1. Bundeslidze będąc od sezonu 2007/2008 pierwszą rakietą zespołu FC Langenfeld.
Sukcesem zakończył się start w Mistrzostwach Europy w Herning, gdzie Wacha zdobył dwa brązowe medale: w grze pojedynczej oraz w drużynie mieszanej.
Jako numer 12 w rankingu światowym zakwalifikował się do Igrzysk Olimpijskich w Pekinie, gdzie reprezentował Polskę w grze pojedynczej.
W 2010 roku podczas Drużynowych Mistrzostw Europy w Warszawie zdobył srebrny medal.

## Odznaczenia
- Złoty Krzyż Zasługi[1] (2016)